# Mimar Sinan, Onikişubat
Mimarsinan là một xã thuộc huyện Onikişubat, tỉnh Kahramanmaraş, Thổ Nhĩ Kỳ. Dân số thời điểm năm 2010 là 393 người.